# Julio Garmendia
Julio Garmendia   (El Tocuyo, 9 de gener de 1900 - Caracas, 8 de juliol de 1977) va ser un escriptor, periodista i diplomàtic veneçolà, pioner de la ciència-ficció, la literatura fantàstica llatinoamericana i una figura clau del realisme màgic.
En els seus llibres més coneguts, La tienda de muñecos i La Tuna de Oro, així com en els quals es publicarien postumamente, explora idees com la paranoia, el doppelgänger, la ucronía, la distopia, la metaficció, el futurisme, la immortalitat; posant sota qüestió els avanços tecnicocientífics i les nocions de realitat i de moral.

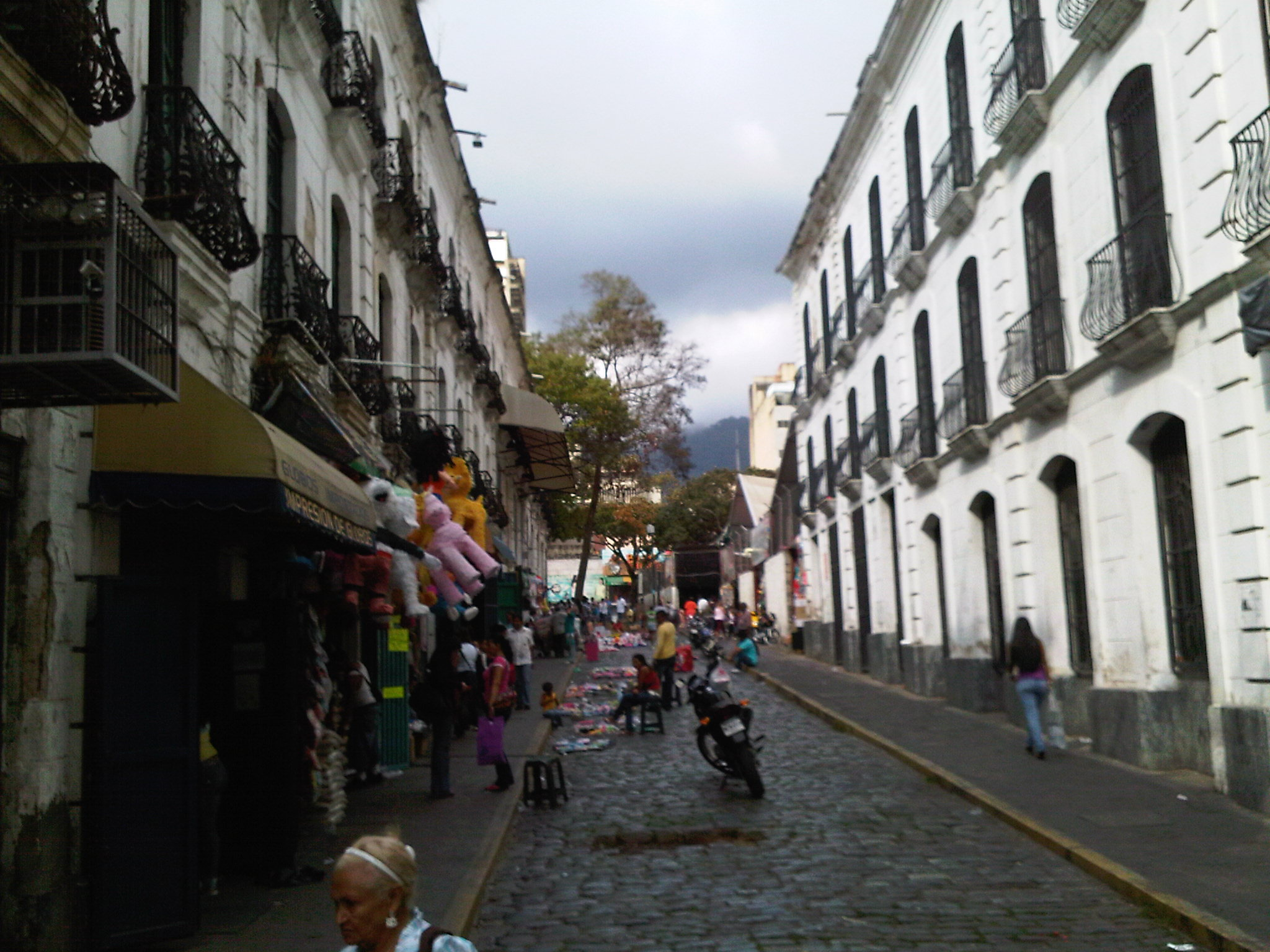
Passatge Linares, on es trobava l'Hotel Pennsilvània, que va servir d'inspiració per a La Tuna de Oro.

Mor en 1977 a l'Hospital Militar de Caracas.

## Obra
Primers contes (1917-1924)
- El camino de la gloria (1917)
- El gusano de luz (1917)
- Una visita al infierno (1917)
- Historia de mi conversión (1918)
- Opiniones para después de la muerte (1922)
- La guerra y la paz (1923)
- La joroba (1923)
- Cuando pasen 3000 años más… (1924)

Llibres de contes
- La tienda de muñecos (1927)
- La Tuna de Oro (1951)

- La hoja que no había caído en su otoño (1979, postum)
- La motocicleta selvática (2004, postum)

- El regreso de Toñito Esparragosa contado por él mismo (2004, postum)

Assaig
- Opiniones para después de la muerte (1984)
- La ventana encantada (1986)

Antologies
- La tienda de muñecos y otros textos (2008), Caracas, Fundación Biblioteca Ayacucho
- Relatos, (2010), Barcelona: Linkgua Ediciones
- Obra completa (2014), Caracas: Academia Venezolana de la Lengua

## Premis
- 1952, Premi Municipal de Prosa
- 1973, Premi Nacional de Literatura de Veneçuela
- 1979, Premi CONAC de Narrativa (pòstum)